# Repliement oxydatif
En biochimie, le repliement oxydatif est le processus responsable de la formation de ponts disulfure entre résidus de cystéine lors du repliement de certaines protéines. Le terme « oxydatif » est un anglicisme calqué sur l'expression anglaise oxidadive folding, mais les expressions « repliement oxydant » ou « repliement par oxydation », qui seraient plus correctes en français, ne se rencontrent jamais dans la littérature.
Il s'agit d'une réaction d'oxydoréduction impliquant les groupes thiol de deux résidus de cystéine pour former un résidu de cystine, caractérisé par la présence d'un disulfure intramoléculaire,. Les électrons issus de la protéine oxydée circulent ensuite à travers une succession d'autres protéines avant d'être cédés à un accepteur d'électron.
Ce processus a été particulièrement étudié sur la ribonucléase pancréatique bovine,,,, ou ribonucléase A, enzyme qui se prête particulièrement bien aux travaux sur les protéines.